# Wakhjir-Pass
Der Wakhjir-Pass bzw. Pass Wachdschir (chinesisch 瓦赫吉爾山口 / 瓦赫吉尔山口, Pinyin Wǎhèjí'ěr Shānkǒu; paschtunisch کوتل واخجیر DMG Kōtal-e Wāḫǧīr) ist ein Hochgebirgspass mit einer Scheitelhöhe von 4923 m am Übergang zwischen Hindukusch und Pamir am östlichen Ende des Wachan-Korridors.
Es ist der einzige überquerbare Pass der Moderne zwischen Afghanistan und China, dennoch ist er offiziell geschlossen und es existiert kein offizieller Grenzübergang. Der Pass verbindet den Wachan-Korridor in Afghanistan mit Taschkorgan in der Volksrepublik China.
An dieser Grenze gibt es erheblichen Wechsel in der Zeitmessung von 3½ Stunden Unterschied zwischen China und Afghanistan, was einen weltweiten Rekord darstellt.

## Beschreibung
Der Pass kann nicht befahren werden, sondern nur zu Fuß, Pferd oder mit Lasttieren überquert werden. Auf afghanischer Seite führt lediglich ein unbefestigter Pfad nach Sarhad-e Wachan (Sarhad-e Broghil) über eine Strecke von 100 km, die nicht befahren werden kann. Auf der chinesischen Seite gibt es eine 15 km lange Piste, auf der allradangetriebe Fahrzeuge fahren können. Diese Piste ist jedoch primär für den Transport von Material und Personen der chinesischen Grenztruppen vorgesehen und führt zum 80 km entfernten Karakorum Highway. Auf chinesischer Seite ist die gesamte Region Sperrgebiet und nur für Militärpersonal zugänglich.
Der Wakhjir-Pass ist fünf Monate im Jahr wegen Eis und Schnee nicht passierbar. Auf der afghanischen Seite befindet sich auf einer Höhe von 4554 m ein Gletscher mit einem Eisbruch, der den Wachdschir speist und in den Amudarja, auch Oxus genannt, fließt. Das Eis dieses Eisbruchs wird vom Amudarja aus abgebaut und dort zur Kühlung verwendet.

## Geschichte
Das Gebiet ist trotz seiner Unzugänglichkeit Teil der historischen Seidenstraße und damit seit über einem Jahrtausend von Menschen passiert worden. Allerdings gibt es nur wenige Berichte über ein erfolgreiches Überqueren des Passes durch Europäer. Unter Historikern wird angenommen, dass Marco Polo diesen Pfad beging, obwohl er selbst den Pass nicht namentlich erwähnt hat. Der Priester der Jesuiten Benedikt Goës überquerte ihn von Wachan aus nach China zwischen 1602 und 1606.
Ein weiterer Bericht einer Überquerung stammt aus der Zeit des Great Game im späten 19. Jahrhundert. Aus dieser Zeit stammt auch die heutige Grenzziehung der Passregion, sowie des gesamten Wachankorridors: Im Jahr 1895 wurde der Pass in einem Übereinkommen als Teil der chinesisch-afghanischen Grenze von England und dem zaristischen Russland festgelegt, auch wenn weder China noch Afghanistan über ein Mitspracherecht verfügten. Erst 1963 kam es zu einem Übereinkommen der an der Grenze beteiligten Staaten China und Afghanistan.
1868 arbeitete der indische Vermesser und Entdecker Mirza an der trigonometrischen Vermessung Indiens und überquerte den Pass. Weitere Überquerungen von Europäern fanden 1874 durch Captain T. E. Gordon von der Britischen Armee statt, im Jahre 1891 durch Francis Younghusband und 1894 durch Lord Curzon, den späteren Vizekönig von Indien.
Nach der imperialen Grenzziehung verlor der Pass seine Bedeutung als Handelsroute. Im Mai 1906 berichtete Sir Aurel Stein, dass sich der Gütertransport über den Pass nur noch auf 100 Ponys jährlich beschränke. Im Jahre 1947 überquerte H. W. Tilman den Pass erfolgreich als wohl bisher letzter Europäer.
2011 während des militärischen Einsatz in Afghanistan engagierten sich die NATO- und US-Streitkräfte für die wirtschaftliche Öffnung des Passes. Dieses Bemühen blieb allerdings wegen unterschiedlicher Interessen erfolglos. Ausländern ist es heutzutage (2024) nicht möglich, den Pass zu queren. Er wird in der Sommerzeit gelegentlich zum Schmuggel von Opium nach China verwendet. Im Jahr 2024 stellte die afghanische Taliban-Regierung nach eigenen Angaben eine Schotterpiste bis zur Grenze fertig, China hat jedoch kein Interesse an einer Grenzöffnung und begründet dies mit Sicherheitsbedenken angesichts der angespannten Lage rund um die muslimische Minderheit der Uiguren in Xinjiang.